# LP Viesti Salo 2017-2018
Questa voce raccoglie le informazioni riguardanti lo LP Viesti Salo nelle competizioni ufficiali della stagione 2017-2018.

## Organigramma societario
Area direttiva
- Presidente: Markku Murto

Area tecnica
- Allenatore: Tomi Lemminkäinen
- Allenatore in seconda: Janne Harju
- Scoutman: Petri Virtanen

## Rosa
| N° | Nome                  | Ruolo | Data di nascita   | Nazionalità sportiva |
| -- | --------------------- | ----- | ----------------- | -------------------- |
| 1  | Viktoriia Tuchashvili | P     | 29 marzo 1981     | Ucraina              |
| 2  | Hillaelina Hämäläinen | L     | 9 giugno 1988     | Finlandia            |
| 3  | Roosa Heikkiniemi     | S     | 30 dicembre 2000  | Finlandia            |
| 4  | Noora Kosonen         | S     | 25 settembre 1993 | Finlandia            |
| 5  | Eeva Puukka           | C     | 13 agosto 1989    | Finlandia            |
| 6  | Netta Laaksonen       | S     | 2 marzo 2001      | Finlandia            |
| 7  | Anna Czakan           | C     | 19 luglio 1996    | Finlandia            |
| 8  | Elina Käsnänen        | P     | 15 aprile 1988    | Finlandia            |
| 9  | Tuuli Kukkonen        | S     | 19 settembre 1999 | Finlandia            |
| 10 | Saana Lindgren        | O     | 29 gennaio 2000   | Finlandia            |
| 11 | Pilvi Kettunen        | C     | 21 febbraio 1996  | Finlandia            |
| 12 | Kertu Laak            | O     | 21 febbraio 1998  | Estonia              |
| 13 | Ronja Heikkiniemi     | S     | 3 dicembre 1998   | Finlandia            |
| 14 | Dubravka Stojanović   | C     | 31 dicembre 1985  | Montenegro           |
| 15 | Hanna-Mari Arminen    | L     | 16 maggio 1980    | Finlandia            |
| 17 | Ella Eloranta         | S     | 17 giugno 1996    | Finlandia            |
| 19 | Salla Virtanen        | P     | 1º aprile 1991    | Finlandia            |
| 20 | Riina Isomäki         | P     | 1º gennaio 1981   | Finlandia            |
| 21 | Tuuli Mäki            | C     | 25 aprile 2000    | Finlandia            |

## Statistiche

### Statistiche dei giocatori
| Giocatrice        | L. Mestaruusliiga | L. Mestaruusliiga | L. Mestaruusliiga | L. Mestaruusliiga | L. Mestaruusliiga | Coppa di Finlandia | Coppa di Finlandia | Coppa di Finlandia | Coppa di Finlandia | Coppa di Finlandia | Champions League | Champions League | Champions League | Champions League | Champions League | Coppa CEV | Coppa CEV | Coppa CEV | Coppa CEV | Coppa CEV | Totale | Totale | Totale | Totale | Totale |
| Giocatrice        | P                 | PT                | AV                | MV                | BV                | P                  | PT                 | AV                 | MV                 | BV                 | P                | PT               | AV               | MV               | BV               | P         | PT        | AV        | MV        | BV        | P      | PT     | AV     | MV     | BV     |
| ----------------- | ----------------- | ----------------- | ----------------- | ----------------- | ----------------- | ------------------ | ------------------ | ------------------ | ------------------ | ------------------ | ---------------- | ---------------- | ---------------- | ---------------- | ---------------- | --------- | --------- | --------- | --------- | --------- | ------ | ------ | ------ | ------ | ------ |
| H.M. Arminen      | 6                 | 0                 | 0                 | 0                 | 0                 | -                  | -                  | -                  | -                  | -                  | -                | -                | -                | -                | -                | -         | -         | -         | -         | -         | 6      | 0      | 0      | 0      | 0      |
| A. Czakan         | 35                | 367               | 217               | 87                | 63                | 3                  | 38                 | 23                 | 8                  | 7                  | 2                | 8                | 7                | 1                | 0                | 2         | 17        | 12        | 5         | 0         | 42     | 430    | 259    | 101    | 70     |
| E. Eloranta       | 11                | 33                | 27                | 0                 | 6                 | 1                  | 5                  | 3                  | 0                  | 2                  | 0                | 0                | 0                | 0                | 0                | 0         | 0         | 0         | 0         | 0         | 12     | 38     | 30     | 0      | 8      |
| H. Hämäläinen     | 28                | 1                 | 1                 | 0                 | 0                 | 3                  | 0                  | 0                  | 0                  | 0                  | 2                | 0                | 0                | 0                | 0                | 2         | 0         | 0         | 0         | 0         | 35     | 1      | 1      | 0      | 0      |
| Ronja Heikkiniemi | 20                | 197               | 160               | 20                | 17                | 2                  | 17                 | 13                 | 2                  | 2                  | 2                | 32               | 29               | 3                | 0                | 2         | 24        | 19        | 3         | 2         | 12     | 38     | 30     | 0      | 8      |
| Roosa Heikkiniemi | 20                | 18                | 16                | 0                 | 2                 | 2                  | 10                 | 10                 | 0                  | 0                  | -                | -                | -                | -                | -                | 0         | 0         | 0         | 0         | 0         | 22     | 28     | 26     | 0      | 2      |
| R. Isomäki        | -                 | -                 | -                 | -                 | -                 | -                  | -                  | -                  | -                  | -                  | -                | -                | -                | -                | -                | -         | -         | -         | -         | -         | -      | -      | -      | -      | -      |
| E. Käsnänen       | 8                 | 20                | 6                 | 4                 | 10                | 2                  | 4                  | 1                  | 2                  | 1                  | 1                | 0                | 0                | 0                | 0                | 1         | 0         | 0         | 0         | 0         | 12     | 24     | 7      | 6      | 11     |
| P. Kettunen       | 32                | 155               | 91                | 42                | 22                | 3                  | 7                  | 7                  | 0                  | 0                  | 2                | 4                | 2                | 1                | 1                | 2         | 8         | 2         | 1         | 5         | 39     | 174    | 102    | 44     | 28     |
| N. Kosonen        | 33                | 439               | 341               | 44                | 54                | 3                  | 14                 | 13                 | 1                  | 0                  | 2                | 27               | 26               | 0                | 1                | 2         | 19        | 18        | 1         | 0         | 40     | 499    | 398    | 46     | 55     |
| T. Kukkonen       | 26                | 77                | 59                | 3                 | 15                | 3                  | 1                  | 1                  | 0                  | 0                  | 0                | 0                | 0                | 0                | 0                | 1         | 2         | 2         | 0         | 0         | 30     | 80     | 62     | 3      | 15     |
| N. Laaksonen      | 5                 | 10                | 7                 | 0                 | 3                 | -                  | -                  | -                  | -                  | -                  | -                | -                | -                | -                | -                | -         | -         | -         | -         | -         | 5      | 10     | 7      | 0      | 3      |
| K. Laak           | 35                | 597               | 502               | 56                | 39                | 3                  | 47                 | 36                 | 4                  | 7                  | 2                | 39               | 32               | 7                | 0                | 2         | 30        | 24        | 2         | 4         | 42     | 713    | 594    | 69     | 50     |
| S. Lindgren       | 35                | 72                | 53                | 14                | 5                 | 3                  | 23                 | 17                 | 4                  | 2                  | 2                | 2                | 2                | 0                | 0                | 2         | 0         | 0         | 0         | 0         | 42     | 97     | 72     | 18     | 7      |
| T. Mäki           | -                 | -                 | -                 | -                 | -                 | -                  | -                  | -                  | -                  | -                  | -                | -                | -                | -                | -                | -         | -         | -         | -         | -         | -      | -      | -      | -      | -      |
| E. Puukka         | 6                 | 25                | 15                | 7                 | 3                 | 1                  | 13                 | 6                  | 2                  | 5                  | 2                | 8                | 5                | 2                | 1                | -         | -         | -         | -         | -         | 9      | 46     | 26     | 11     | 9      |
| D. Stojanović     | 14                | 112               | 76                | 24                | 12                | 1                  | 6                  | 4                  | 2                  | 0                  | -                | -                | -                | -                | -                | 1         | 3         | 1         | 1         | 1         | 16     | 121    | 81     | 27     | 13     |
| V. Tuchashvili    | 32                | 80                | 29                | 20                | 31                | 3                  | 5                  | 2                  | 1                  | 2                  | 2                | 2                | 0                | 0                | 2                | 3         | 5         | 1         | 1         | 3         | 39     | 92     | 32     | 22     | 38     |
| S. Virtanen       | -                 | -                 | -                 | -                 | -                 | -                  | -                  | -                  | -                  | -                  | -                | -                | -                | -                | -                | -         | -         | -         | -         | -         | -      | -      | -      | -      | -      |

P = presenze; PT = punti totali; AV = attacchi vincenti; MV = muri vincenti; BV = battute vincenti